# Samt-Legung

Samt, offene Legungen (schematische Darstellungen)
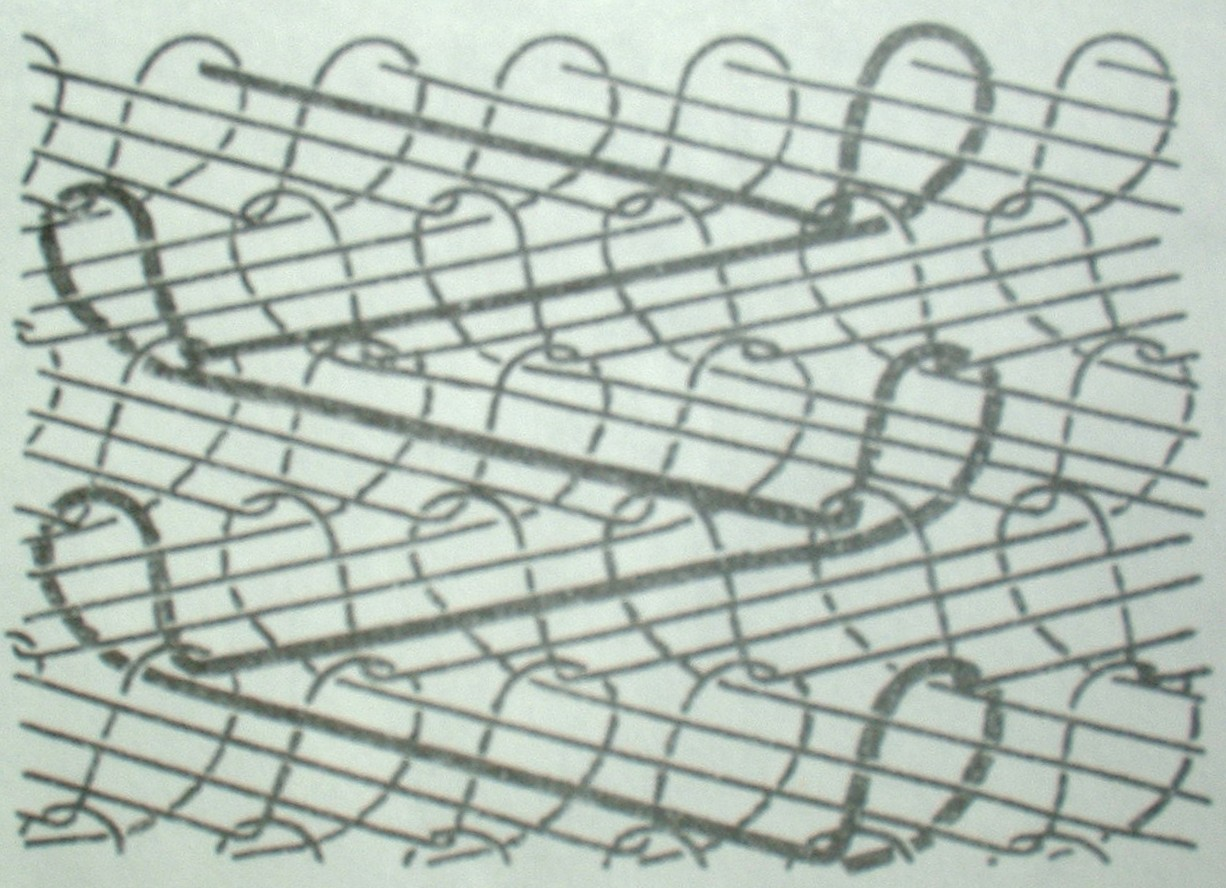
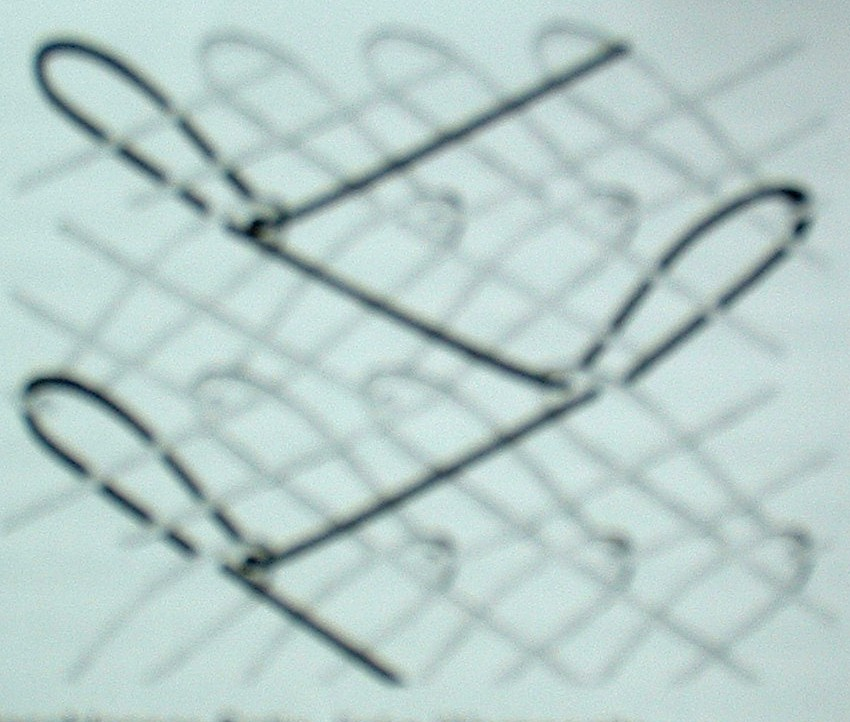

Die Samt-Legung ist eine Grundlegung der Kettenwirkerei.
Die Kettfäden werden bei den Maschenbildungsvorgängen jeweils abwechselnd um eine Nadel und danach um die Nadel vier Nadelteilungen weiter gelegt.
Aufgrund der langen Unterlegung weisen Bindungen mit Samtlegung eine sehr hohe Querstabilität auf.